# Estadio Carlos Miranda
El Estadio Municipal Carlos Miranda es un estadio de multiuso en Comayagua, Honduras. Es utilizado actualmente en su mayor parte para partidos de fútbol.

## Proyecto
El proyecto del Estadio Municipal, fue una idea del alcalde Carlos Miranda con el objetivo de impulsar el deporte entre la juventud comayagüense, así como una forma de atraer el turismo a la ciudad.
El estadio fue construido con aportes del gobierno central (1998-2005), préstamos del sector privado (2004), recursos municipales y recaudaciones entre la población de Comayagua.
Para el año 1998, la empresa "Perspectivas Arquitectónicas" realizó el diseño y la maqueta a la que denominaron 'Polideportivo'.-- El cual fue posteriormente aprobado por la Corporación Municipal.
En el 2005, el proyecto llegó a ser una realidad, y hoy en día es un estadio multiusos; con capacidad para unas 10 000 personas. Esta instalación es utilizado en su mayor parte, para partidos de fútbol y es el estadio sede del Comayagua FC de la Liga Nacional de Fútbol de Honduras de segunda división.

### II Etapa
El miércoles 5 de marzo de 2008 se dio por inaugurado el alumbrado eléctrico del Estadio Carlos Miranda. Esta inauguración fue parte de la segunda etapa del proyecto y tuvo un costo aproximado de 9 millones 700 mil lempiras. Entre los miles de asistentes a la ceremonia estuvieron presentes: El alcalde de Comayagua Carlos Miranda, el presidente del Congreso Nacional, Roberto Michelleti, y miembros de su comitiva, Gabriela Núñez, Alfredo Montalván y Guillermo Escobar en representación del Presidente de la república Manuel Zelaya Rosales.
Durante la ceremonia de inauguración, se aprovechó para hacerle un reconocimiento por su brillante trayectoria deportiva; al portero Noel Valladares oriundo de la ciudad. La ceremonia concluyó con el encuentro entre el local Club Hispano y el Club Deportivo Olimpia, mismo que terminó con una victoria del visitante por 5-2. El argentino Sergio Diduch símbolo del Hispano, se convirtió en el primer anotador en juegos nocturnos al convertir al minuto 21.

### III Etapa
La tercera Etapa del estadio constará de la elaboración de palcos, construcción de techos en una parte de las graderías, hacer dos camerinos más, y la colocación de sillas en un sector del estadio.
Para esta etapa, la Comisión de Deportes de la ciudad contará un donativo de medio millón de lempiras, que servirá para la compra de las sillas. Además; el gobierno tiene aprobados tres millones más para hacer realidad este proyecto y hacer de este estadio uno de los mejores del país.

## Acomodaciones
- Cabinas para Transmisión
- Graderías
- Oficinas Administrativas
- Sala de Conferencia
- Camerinos, sanitarios y duchas
- Drenaje de la cancha
- Sistema de riego y engramillado de cancha
- Cerca de malla para la cancha
- Cafeterías
- Portones y varandales
- Sistema eléctrico
- Alcantarillado sanitario
- Equipamiento y mobiliario deportivo
- Parqueo vehicular

## Otros datos
El primer encuentro internacional llevado a cabo en el estadio Municipal Carlos Miranda fue entre las representaciones del Club Deportivo Motagua de Tegucigalpa, Honduras y la Liga Deportiva Alajuelense de Costa Rica.